# (6771) Foerster
(6771) Foerster est un astéroïde de la ceinture principale.

## Description
(6771) Foerster est un astéroïde de la ceinture principale. Il fut découvert le 9 mars 1986 à Siding Spring par Claes-Ingvar Lagerkvist. Il présente une orbite caractérisée par un demi-grand axe de 2,33 UA, une excentricité de 0,18 et une inclinaison de 0,8° par rapport à l'écliptique.

## Compléments